# Torhaus Frelsdorfermühlen 3
Das Torhaus Frelsdorfermühlen 3 in der niedersächsischen Gemeinde Beverstedt, Ortsteil Frelsdorf, im Landkreis Cuxhaven, stammt aus dem 17. Jahrhundert. Aktuell (2024) wird es als Wohnhaus genutzt.
Das Gebäude steht unter Denkmalschutz (siehe auch Liste der Baudenkmale in Beverstedt).

## Beschreibung
Das ehemalige Rittergut Frelsdorfermühlen stammt aus dem 16. Jahrhundert. Erbrichter Arend von Luneberg ließ es für seine Tochter und ihren Bräutigam errichten (1562 erwähnt, um 1583 erbaut).
Das eingeschossige L-förmige Gebäude in gleichmäßigem Fachwerk mit Lehmausfachungen und pfannengedecktem Satteldach wurde zunächst 1624 für das Gut  Frelsdorfermühlen gebaut. Die Giebeldreiecke wurden verbrettert und der Dachüberstand wird von geformten Knaggen getragen. Mit dem Verkauf des Gutes an die Freifrau Mia von Hodenberg wurde es um 1895 an den heutigen Standort versetzt.
Das Landesdenkmalamt befand u. a.: „… An der Erhaltung des Bauwerks besteht aus geschichtlichen und städtebaulichen Gründen wegen des orts-, bau- und kunstgeschichtlichen sowie anlagenbildprägenden Zeugniswerts ein öffentliches Interesse. ….“
Hodenberg ist der Name einer alten niedersächsischen Adelsfamilie.